# Келлі Бейлі
Келлі Бейлі (англ. Kelly Bailey) — американський композитор, музикант, програміст і звукорежисер. Він був старшим ігровим дизайнером, що відповідав за звук і музику у Valve Corporation поки він не покинув компанію у 2011 році з Майком Дуссалтом, щоб зосередитися на їхньому власному проекті Sunspark Labs LLC. Композитор Valve Майк Мораскі згадав у грудні 2014 року, що Бейлі повернувся у Valve, але у грудні 2016 року, у статті на Forbes повідомлялося, що Бейлі заснував свою власну компанію, IndiMo Labs, і що він більше не з Valve.

## Ігрографія
- Half-Life (1998) — композитор, звукорежисер, звукооператор, актор озвучення
- Half-Life: Opposing Force (1999) — звукорежисер, звукооператор, актор озвучення
- Half-Life: Blue Shift (2001) — звукорежисер, звукооператор, актор озвучення
- Half-Life: Decay (2001) — звукорежисер, звукооператор
- Half-Life 2 (2004) — композитор, звукорежисер, звукооператор
- Half-Life 2: Episode One (2006) — композитор, звукорежисер, звукооператор
- Half-Life 2: Episode Two (2007) — композитор, звукорежисер, звукооператор
- Team Fortress 2 (2007), спільно з Майком Мораскі — композитор, звукорежисер, звукооператор
- Portal (2007), спільно з Майком Мораскі і Джонатаном Коултон — композитор, звукорежисер, звукооператор
- Counter Strike: Global Offensive (2012)
- Vanishing Realms: Rite of Steel (2016)